# Ruoms
Ruoms [ʁɥɔ̃s] ist eine touristisch geprägte französische Gemeinde mit 2286 Einwohnern (Stand 1. Januar 2022) im Département Ardèche.

## Geographie
Die Gemeinde liegt direkt am Fluss Ardèche, der hier an einem kleinen Wehr aufgestaut wird. In der Nähe münden die Beaume und der Chassezac in diesen Fluss. Die Fläche der Gemeinde beträgt 12,39 km², die Höhe variiert zwischen 80 m und 252 m über dem Meeresspiegel. Klimatisch gehört der Ort dem Mittelmeerklima an.

## Geschichte
Der Ort wurde im 3. Jahrhundert gegründet.
Am Zusammenfluss von drei Flüssen (Ardèche, Beaume und Chassezac) liegt das mittelalterliche Dorf Ruoms. Es bildete sich im zehnten Jahrhundert in der Nähe einer Priorei, das von den Mönchen der Abtei von Cluny errichtet worden war. Aus dieser Zeit ist noch die „Kapelle Unserer Lieben Frau“ (La Chapelle Notre Dame) erhalten geblieben. Der historische Dorfkern ist von einer Stadtmauer mit sechs Türmen umgeben, die von einigen Häusern und der Kirche aus dem elften und zwölften Jahrhundert flankiert wird.
Mit dem Bau der Straße entlang der Schluchten der Ardèche im Jahr 1866 und dem Ausbau des Eisenbahnnetzes, das im Jahre 1876 fertiggestellt wurde, wurde Ruoms zu einem wichtigen wirtschaftlichen Zentrum. Dadurch siedelten sich in diesem Gebiet Textilfabriken, Kalksteinbrüche für die Errichtung von Gebäuden und Brauereien (darunter das berühmte Bière de Ruoms) entlang des Flusslaufes an.

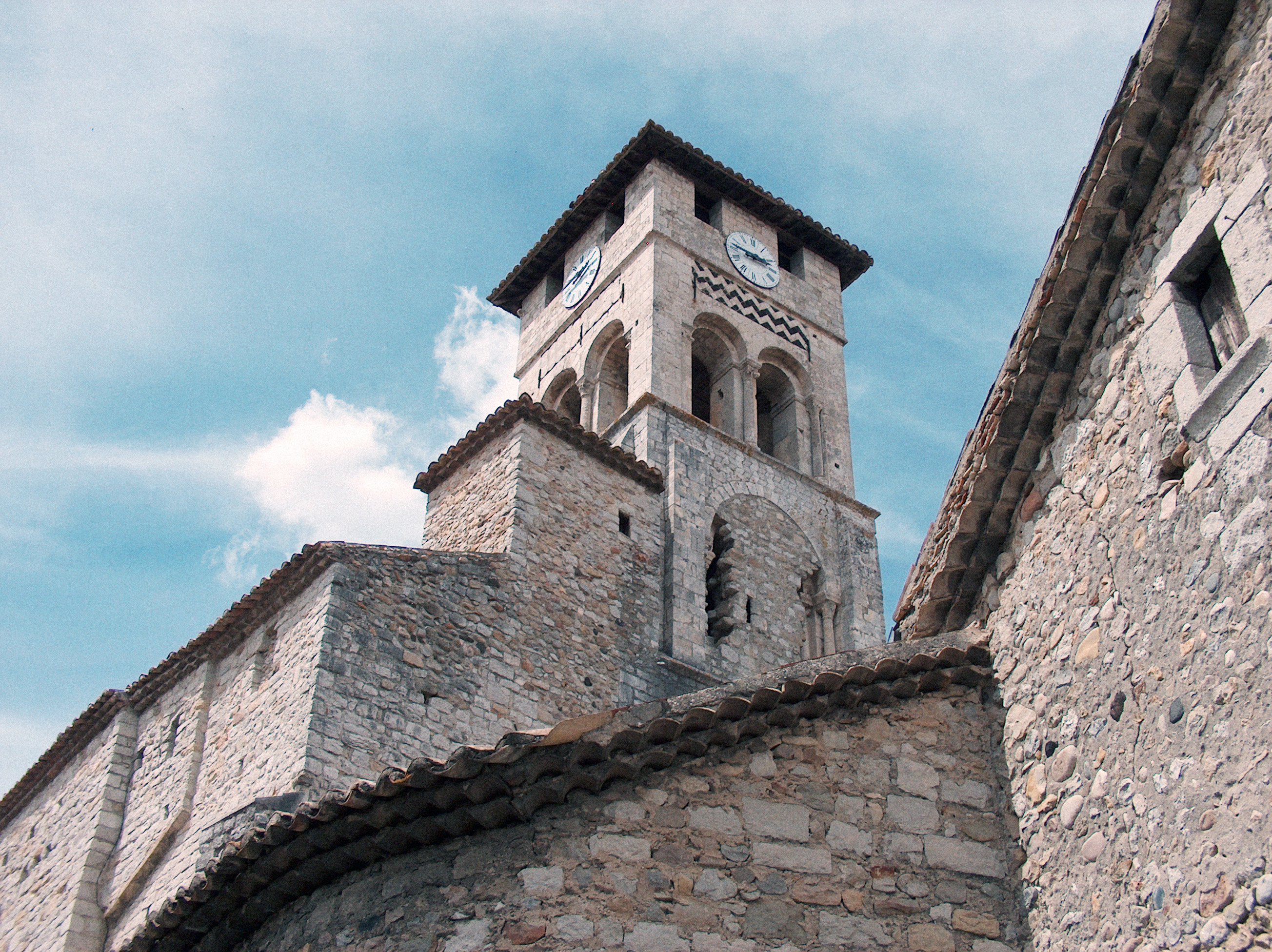
Kirche Saint-Pierre-aux-liens
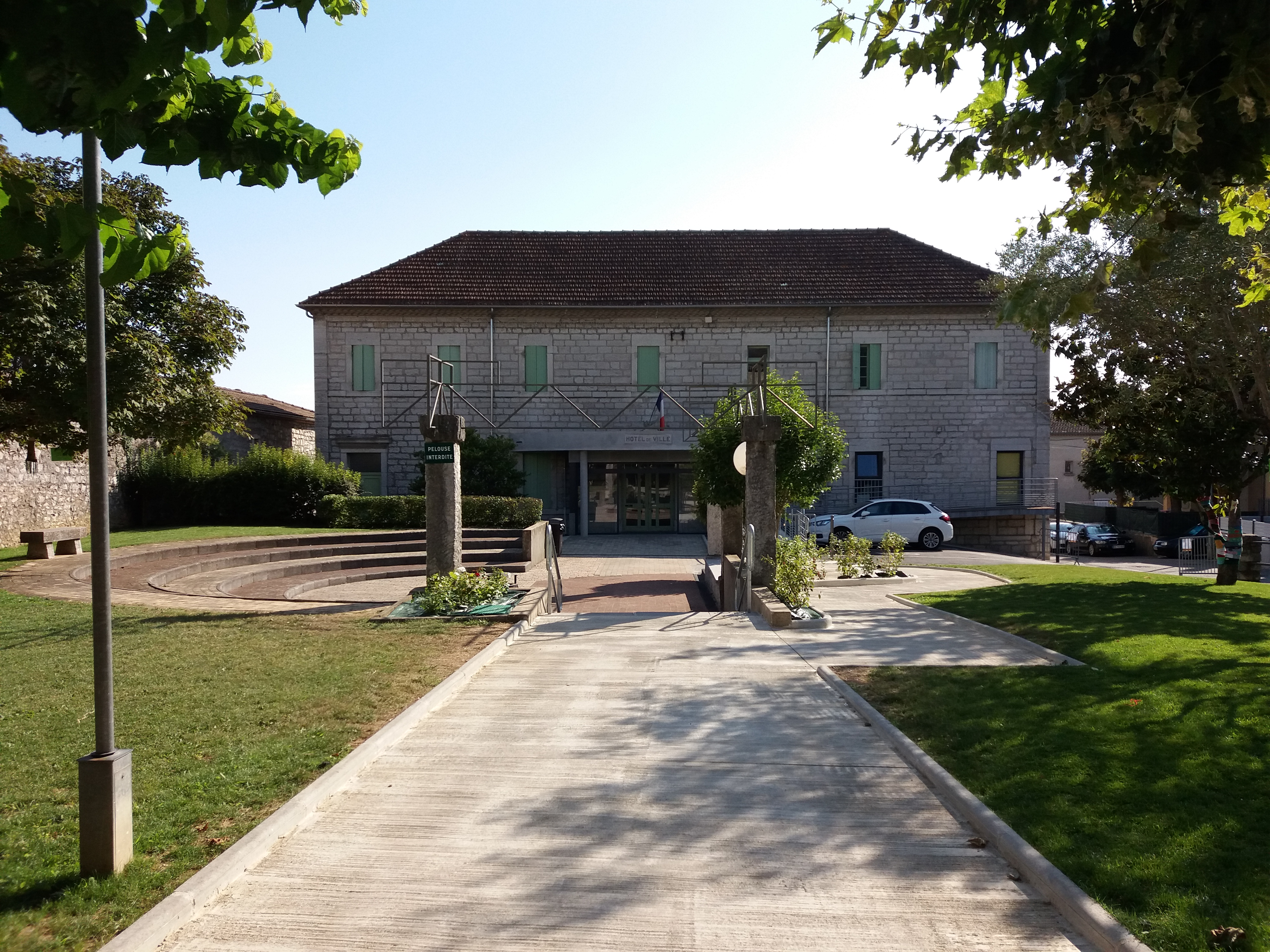
Rathaus (Hôtel de ville)

| Jahr                       | 1962 | 1968 | 1975 | 1982 | 1990 | 1999 | 2006 | 2018 |
| -------------------------- | ---- | ---- | ---- | ---- | ---- | ---- | ---- | ---- |
| Einwohner                  | 1474 | 1620 | 1700 | 1794 | 1858 | 2132 | 2189 | 2268 |
| Quellen: Cassini und INSEE |      |      |      |      |      |      |      |      |

## Wirtschaft und Tourismus
Ruoms liegt zentral im Weinbaugebiet Côtes du Vivarais, eine Weinbaugenossenschaft und mehrere Weingüter vermarkten den Wein direkt an den Endkunden. Außerdem ist Ruoms ein lokales Zentrum für den Kanu- und Outdoortourismus in der Region mit entsprechenden Campingplätzen und Freizeitmöglichkeiten. Die Haupteinnahmequelle bildet heutzutage der Tourismus.
Ein großer Markt findet freitags morgens bis ca. 13 Uhr statt, auf dem man neben den üblichen Touristenartikeln auch Lebensmittel kaufen kann. In der Nähe der Kirche wurde ein Interaktives Museum, das Vinimage, eingerichtet, das über den Weinanbau und die Weinsorten in der Region informiert.

## Partnerstädte
- Geislingen in Deutschland[3]
- Treiso in Italien[4]

## Bier aus Ruoms

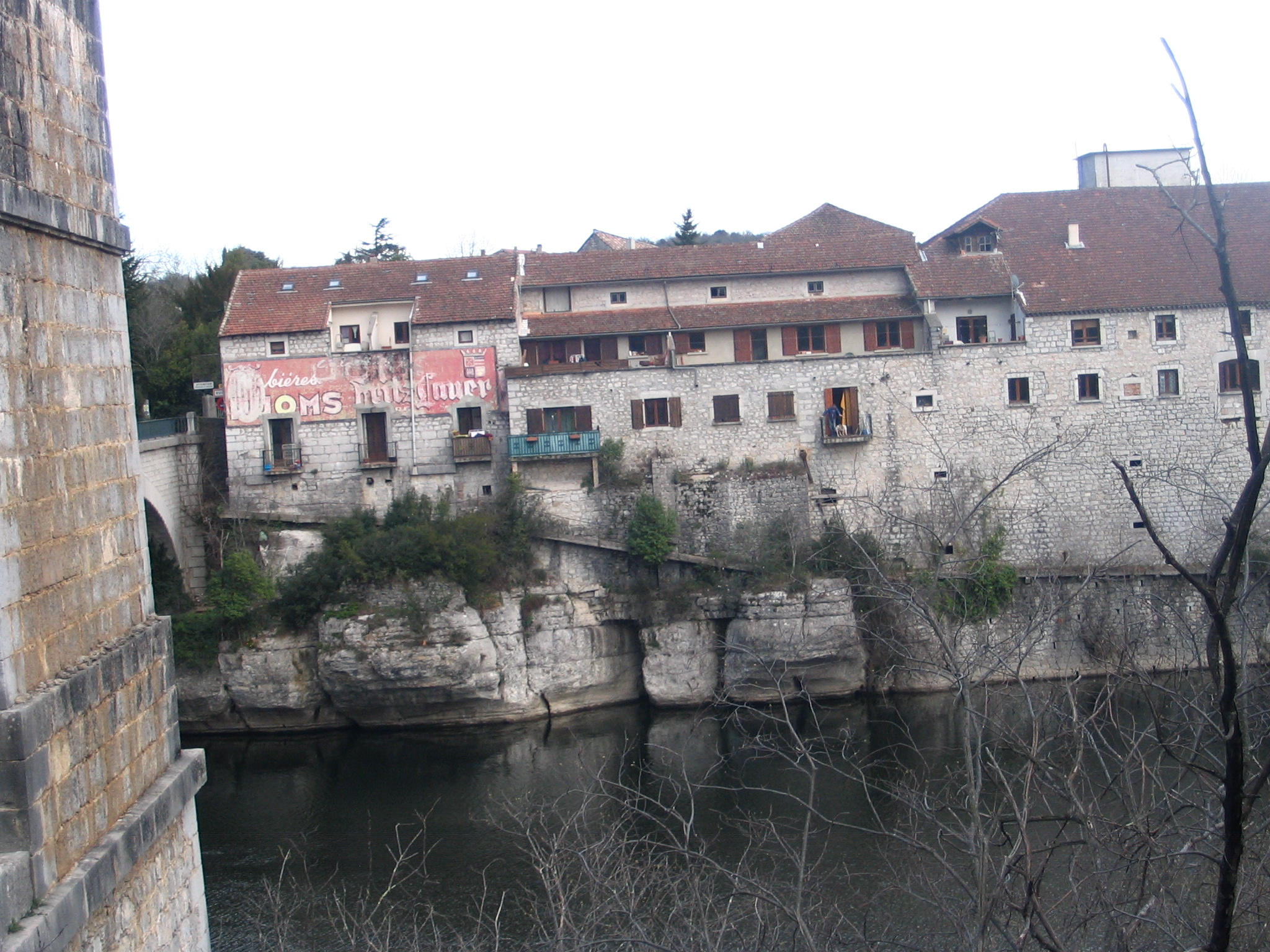
Fritz-Lauer-Brauerei

Touristen kennen Ruoms vor allem wegen seiner Nähe zu dem rund 30 Kilometer langen Canyon der Ardèche, aber dieser Ort war auch einmal für seine Brauerei bekannt. Diese wurde im Jahre 1874 als Standort der in Carcassonne ansässigen Brauerei Fritz Lauer gegründet und stellte unterschiedliche Biersorten her. Die strengen Auflagen des 20. Jahrhunderts konnte sie letztendlich nicht mehr erfüllen und so wurde sie 1967 geschlossen.
Die Biersorten hießen: B.G.M. (Brasserie Générale du Midi), Bière du Dragon, Bière Lux, Bock Oma, Drakkar Ale, Fritz Lauer, Malz Bräu, Ruoms, Ruoms Export, Scotch 57, Spéciale 57, Spéciale Zénia, Tenauer Pils, Zener, Zener Brau, Zénia, Zénith, Zénith 57.
Neben der Fritz-Lauer-Brauerei gab es auch noch die Brauerei Hugon-Payan mit der Biersorte Savella.